# Международна комисия за река Сава
Международната комисия за река Сава е международна организация с постоянно седалище в Загреб, Хърватия.
Савската комисия е създадена, за да се прилага Рамковият договор за басейна на река Сава (FASRB) от 2006 година.
| държава             | дължина в км | големи градове                               |
| ------------------- | ------------ | -------------------------------------------- |
| Босна и Херцеговина | 331 km       | Босански брод, Бръчко                        |
| Сърбия              | 206 km       | Белград, Сремска Митровица, Шабац, Обреновац |
| Словения            | 218 km       | Любляна                                      |
| Хърватия            | 562 km       | Загреб, Сисак, Славонски брод, Жупаня        |